# Arthur Schawlow
Arthur Leonard Schawlow (Mount Vernon, 5 de maio de 1921 — Palo Alto, 28 de abril de 1999) foi um físico estadunidense.

## Biografia
Schawlow nasceu em Mount Vernon, Nova York. Sua mãe, Helen (Mason), era do Canadá, e seu pai, Arthur Schawlow, era um imigrante judeu de Riga (então no Império Russo, agora na Letônia). Schawlow foi criado na religião protestante de sua mãe.  Quando Arthur tinha três anos de idade, eles se mudaram para Toronto, Ontário, Canadá.
Aos 16 anos, ele completou o ensino médio na Vaughan Road Academy (então Vaughan Collegiate Institute), e recebeu uma bolsa de estudos em ciências na Universidade de Toronto (Victoria College). Depois de obter seu diploma de graduação, Schawlow continuou na pós-graduação na Universidade de Toronto, que foi interrompida devido à Segunda Guerra Mundial. No final da guerra, ele começou a trabalhar em seu Ph.D na universidade com o professor Malcolm Crawford. Ele então fez um pós-doutorado com Charles H. Townes no departamento de física da Universidade de Columbia no outono de 1949.
Ele passou a aceitar uma posição na Bell Labs no final de 1951. Ele saiu em 1961 para se juntar ao corpo docente da Universidade de Stanford como professor. Ele permaneceu em Stanford até se aposentar para o status de emérito em 1996.
Embora suas pesquisas se concentrassem em óptica, em particular, lasers e seu uso em espectroscopia, ele também prosseguiu investigações nas áreas de supercondutividade e ressonância nuclear. Schawlow dividiu o Prêmio Nobel de Física de 1981 com Nicolaas Bloembergen e Kai Siegbahn por suas contribuições para o desenvolvimento da espectroscopia a laser.
Schawlow foi coautor do texto amplamente utilizado Microwave Spectroscopy (1955) com Charles Townes. Schawlow e Townes foram os primeiros a publicar a teoria do projeto e operação do laser em seu artigo seminal de 1958 sobre "masers ópticos", embora Gordon Gould seja frequentemente creditado com a "invenção" do laser, devido ao seu trabalho inédito que antecedeu Schawlow e Townes em alguns meses.  O primeiro laser de trabalho foi feito em 1960 por Theodore Maiman.
Em 1991, a NEC Corporation e a American Physical Society estabeleceram um prêmio: o Arthur L. Schawlow Prize in Laser Science. O prêmio é concedido anualmente a "candidatos que tenham feito contribuições notáveis para a pesquisa básica usando lasers".

## Publicações
- Schawlow, A L (1995), «Principles of lasers» (publicado em Jun 1995), Journal of Clinical Laser Medicine & Surgery, 13 (3), pp. 127–30, PMID 10150635, doi:10.1089/clm.1995.13.127
- Schawlow, AL (1982), «Spectroscopy in a New Light» (publicado em Jul 2, 1982), Science, 217 (4554), pp. 9–16, Bibcode:1982Sci...217....9S, PMID 17739964, doi:10.1126/science.217.4554.9
- Schawlow, AL (1978), «Laser Spectroscopy of Atoms and Molecules» (publicado em 13 de outubro de 1978), Science, 202 (4364): 141–147, Bibcode:1978Sci...202..141S, PMID 17801904, doi:10.1126/science.202.4364.141
- McCaul, B W; Schawlow, A L (1969), «Plasma refractive effects in HCN lasers» (publicado em 10 de fevereiro de 1969), Ann. N. Y. Acad. Sci., 168 (3), pp. 697–702, Bibcode:1969NYASA.168..697M, PMID 5273948, doi:10.1111/j.1749-6632.1969.tb43154.x
- Schawlow, A L (1966), «Lasers», International Ophthalmology Clinics, 6 (2), pp. 241–51, PMID 5958291, doi:10.1097/00004397-196600620-00002